# Bob Glendenning
Robert ("Bob") Glendenning (Washington (Tyne and Wear), 6 juni 1888 – Manchester, 19 november 1940) was een Engels voetballer en trainer, die nog altijd de langstzittende bondscoach van het Nederlands elftal is.

## Spelersloopbaan
Als speler was Glendenning een succesvol rechtshalf. Zijn grootste succes haalde hij bij Barnsley, waarmee hij in 1912 de FA Cup won. In de finale tegen West Bromwich Albion zorgde hij voor een verandering in de spelregels: hij werd achter het doel behandeld wegens een blessure, toen een aanvaller van West Brom doorbrak en het doel naderde. Glendenning holde (op één voetbalschoen en één sok) het veld in en keerde het schot met zijn ongeschoeide been. Het volgende seizoen werd de regel ingevoerd dat een speler die het veld verlaten heeft wegens een blessurebehandeling pas na een teken van de scheidsrechter het veld weer in mag. In maart 1913 werd hij verkocht aan Bolton Wanderers. Hij speelde vanaf 1908 141 competitiewedstrijden voor Barnsley waarin hij één keer scoorde en 73 wedstrijden voor de Wanderers. Hij sloot zijn carrière als voetballer af bij Accrington Stanley.

## Loopbaan als trainer
Na een periode als kroegbaas werd hij in 1923 trainer van D.F.C. Hij was voor het eerst bondscoach van Nederland in 1923, tijdens de met 4-1 gewonnen thuiswedstrijd tegen Zwitserland. Twee jaar later werd hij de vaste coach, een functie die hij tot 1940 zou behouden. Aanvankelijk was hij ook trainer van HFC (in 1925), maar vanaf 1928 was hij de eerste bondscoach in vaste dienst van de NVB. In de periode 1927/28 werd naast Glendenning zijn oud-teamgenoot bij Bolton Wanderers Tom Heslop aangetrokken als tweede bondstrainer.
In de lange periode dat hij bondscoach was gingen de prestaties op en neer. Tot de Olympische Zomerspelen 1928 waren de resultaten goed, met onder andere een 5-0 zege op Zwitserland en een 8-1 op Tsjecho-Slowakije als hoogtepunten. Daarna volgde een tijd van neergang, waarin dikke nederlagen geleden werden tegen Zweden en Hongarije.
Midden jaren 30 brak een gouden tijd aan voor het Nederlands elftal, waaraan de namen van sterspeler Beb Bakhuijs en official Karel Lotsy onlosmakelijk verbonden zijn. In 1934 kwalificeerde Oranje zich voor het wereldkampioenschap voetbal 1934. Na een aantal goede resultaten in de voorbereiding (onder andere een 9-3-overwinning op België en een zege op het sterke Ierland) ging men vol enthousiasme naar Italië, maar Nederland werd verrassend in de eerste ronde uitgeschakeld door Zwitserland.
Ook tijdens het wereldkampioenschap voetbal 1938 kwam Oranje onder Glendenning niet verder dan de eerste ronde (0-3 na verlenging tegen Tsjechoslowakije), maar de glorietijd was toen al voorbij. De laatste wedstrijd waarbij hij optrad als bondscoach was op 21 april 1940, een 4-2-overwinning op België (en de tweede interland van Abe Lenstra). Drie weken later zou het Nederlands elftal naar  Luxemburg afreizen voor de volgende interland, maar deze werd nooit gespeeld door de Duitse inval in de lage landen. Glendenning ging direct terug naar Engeland. Hij overleed later dat jaar aan de gevolgen van een operatie.
In totaal leidde Glendenning Oranje 87 maal: 36 keer werd gewonnen, 36 keer verloren en 15 keer gelijkgespeeld. Overigens was zijn rol beperkter dan die van een bondscoach tegenwoordig: de opstelling werd bepaald door een commissie van drie 'wijze mannen', waarbij hij slechts een adviserende stem had. Glendenning had lange tijd het record van meest behaalde overwinningen door de bondscoach van het Nederlands Elftal in handen, maar in 2017 werd dit record geëvenaard en ingehaald door Dick Advocaat. In 2022 werd het record van Advocaat geëvenaard en ingehaald, ditmaal door Louis van Gaal. Glendenning staat hierdoor op de derde plaats van meest behaalde overwinningen als bondscoach van het Nederlands Elftal.
Glendenning ligt begraven in Bolton. Toen zijn graf ernstig verwaarloosd bleek, zorgde de KNVB voor een nieuwe grafsteen.

## Erelijst

### Als speler
Barnsley
- FA Cup: 1911/12